# Relaciones Azerbaiyán-Colombia
Existen relaciones bilaterales entre la República de Azerbaiyán y la República de Colombia en las esferas política, socioeconómica, cultural y otras.
La cooperación entre ambos países abarca principalmente áreas como la educación, la cultura, los deportes y el turismo.
Las relaciones diplomáticas entre Azerbaiyán y Colombia se establecieron el 13 de diciembre de 1994.
La Embajada de Azerbaiyán en Colombia funciona en Bogotá desde 2014. La Embajada de Colombia en Azerbaiyán funciona en Bakú desde el mismo año.

## Relaciones interparlamentarias
El grupo de trabajo interparlamentario azerbaiyano-colombiano opera bajo la Asamblea Nacional de Azerbaiyán, y el grupo de amistad colombo-azerbaiyano opera bajo el Congreso de Colombia. El jefe del grupo de trabajo interparlamentario azerbaiyano-colombiano es Khanlar Fatiyev.
El 29 y 30 de septiembre de 2016, la primera vicepresidenta del Senado de Colombia, Daira de Jesús Gálviz Méndez, las senadoras Teresita García Romero y Maritza Martínez Aristizábal visitaron Azerbaiyán para participar en el V Foro Humanitario Mundial celebrado en Bakú.
El 28 de marzo de 2012, el Congreso de Colombia adoptó la resolución “Ocupación ilegal de territorios azerbaiyanos” sobre el conflicto de Nagorno-Karabaj.
El 30 de julio de 2013, el documento pertinente (propuesta) sobre el conflicto de Nagorno-Karabaj y la masacre de Jodyalí fue adoptado por la Segunda Comisión de Relaciones Exteriores y Defensa Nacional de la Cámara de Representantes del Congreso de Colombia.
El 20 de febrero de 2017, el documento (aprobación) sobre el 25 aniversario de la tragedia de Jodyalí fue adoptado por la Segunda Comisión de Relaciones Exteriores y Defensa Nacional del Congreso de Colombia.
En diciembre de 2018, la Segunda Comisión del Congreso de Colombia adoptó una resolución sobre el conflicto de Nagorno-Karabaj, apoyando la posición de la República de Azerbaiyán.

## Visitas de alto nivel
- El 21 de septiembre de 2017, durante una reunión entre la Ministra de Relaciones Exteriores de Colombia, María Ángela Holguín, y el ministro de Relaciones Exteriores de Azerbaiyán, Elmar Mammadyarov, se firmó en la ciudad de Nueva York una Declaración sobre el desarrollo de la cooperación en el campo de la cultura y el deporte.

- Del 16 al 18 de junio de 2017, María Ángela Holguín se reunió con el presidente de Azerbaiyán, Ilham Aliyev, y Elmar Mammadyarov.

- El 30 de mayo de 2017, durante una reunión entre María Ángela Holguín y Elmar Mammadyarov, se firmó en Bogotá un Memorándum de entendimiento en materia de cultura. Se presentó el libro “Antología de poesía de Colombia y Azerbaiyán”.[11]
- El 1 de septiembre de 2016, el Jefe de la Oficina Europea de la UE, Juan Guillemro Castro, se reunió con el Viceministro de Asuntos Exteriores de Azerbaiyán, Khalaf Khalafov, en Bakú. Las partes discutieron las perspectivas de mejorar el intercambio comercial y turístico entre los países.

- Del 24 al 26 de septiembre de 2014, el Jefe de Europa, Francisco Coy, realizó una visita de trabajo a Azerbaiyán para seguir de cerca la agenda bilateral y la cooperación en los ámbitos de la energía, el comercio y el desarrollo económico.
- En mayo de 2014, se celebró una reunión en Argelia entre la Viceministra de Asuntos Exteriores, Patti Londo, y el Sr. Mammadyarov, en el marco de la XVII reunión del Movimiento de Países No Alineados.
- El 25 de septiembre de 2013, en el marco de la 68ª Asamblea General de la ONU, se celebró en Nueva York una reunión entre los Cancilleres de Colombia y Azerbaiyán.[12]

## Consultas políticas interpartidistas
1. Del 24 al 26 de julio de 2012 se celebró la primera sesión de consultas políticas interpartidistas en el marco de la visita de trabajo de Elmar Mammadyarov a Colombia.
2. Del 30 de septiembre al 2 de octubre de 2012, durante la visita de trabajo de la Viceministra de Relaciones Exteriores de Colombia, Mónica Lanzetta, a Azerbaiyán, se celebró la segunda sesión de consultas políticas interpartidistas.
3. El 8 de julio de 2013, durante la visita de trabajo del Canciller de Colombia a Azerbaiyán, se realizó la tercera sesión de consultas políticas interpartidistas.
4. Los días 29 y 30 de mayo de 2017, durante la visita de trabajo del Ministro de Asuntos Exteriores de Azerbaiyán a Colombia, se celebró la cuarta sesión de consultas políticas interpartidistas.[13]

## Comercio
Los principales productos de exportación de Colombia son frutas, flores y café.
El zumaque, el kermani, las alfombras y el equipamiento deportivo son las principales exportaciones de Azerbaiyán.
En el verano de 2012, durante una reunión entre el ministro de Industria y Energía Natig Aliyev y la Presidenta de la Segunda Comisión Constitucional del Senado de Colombia, Alejandra Moreno Piraquive, las partes propusieron la cooperación en el sector del petróleo y el gas.
Del 3 al 5 de abril de 2019 se celebró en Bogotá un foro empresarial conjunto azerbaiyano-colombiano con participación de empresarios de todos los países.
Está previsto crear una Cámara de Comercio conjunta.

## Turismo
El 22 de noviembre de 2013 entró en vigor la ley sobre cancelación de visas para ciudadanos azerbaiyanos que deseen visitar Colombia.

## Cooperación internacional
En el ámbito internacional, la cooperación entre ambos países se lleva a cabo en el marco de organizaciones internacionales: Naciones Unidas, Movimiento de Países No Alineados, etc.

## Lazos culturales
El 15 de septiembre de 2013, el Ministerio de Relaciones Exteriores de Colombia organizó el primer curso de idioma español para funcionarios del Ministerio de Relaciones Exteriores de Azerbaiyán. Este curso se realiza anualmente de manera permanente.
Del 26 de abril al 1 de mayo de 2013, funcionarios de la Fundación Heydar Aliyev, Ilgar Mustafayev y Garanfil Hasanova realizaron una visita de trabajo a Colombia.
El 14 de mayo de 2013, el Teatro Dramático Estatal Ruso Samed Vurgun de Azerbaiyán en Bakú acogió un concierto de los grupos de danza colombianos "Fundación Delirio" y "Hecho en Cali".
El 9 de septiembre de 2015 se celebró en Bakú una noche de cultura colombiana.
El 16 de marzo de 2016 se llevó a cabo en la Universidad El Bosque de Bogotá la presentación titulada “Azerbaiyán: de la historia a la independencia”, organizada por la oficina de representación de la Embajada de Azerbaiyán en México.
Del 14 al 26 de noviembre de 2016, la selección nacional femenina de voleibol de Colombia participó en un programa de entrenamiento conjunto celebrado en Azerbaiyán como parte del proyecto de intercambio deportivo conjunto entre Azerbaiyán y Colombia.
El 20 de febrero de 2019, con el apoyo financiero de la Embajada de Colombia en Azerbaiyán, se realizó la exposición fotográfica “Colombia-Azerbaiyán: Rapsodia de flores” en la galería de arte del casco antiguo de Bakú “Icheri Sheher”.
El 8 de abril de 2019 se creó en la Universidad Externado de Columbia el centro de investigación “Turquía-Cáucaso (Azerbaiyán)”.